# Altrade
Altrade is een wijk in het Nijmeegse stadsdeel Nijmegen-Oost. Op 1 januari 2023 telde de wijk 6.210 inwoners, verdeeld over 2.984 woningen, met een gemiddelde WOZ-waarde van € 422.000, op een oppervlakte van 0,61 km². 
Het noordelijk gedeelte van de wijk ligt binnen de zogenaamde 19e-eeuwse schil; in het zuiden van de wijk liggen de Schildersbuurt en de Componistenbuurt. In Altrade is relatief veel middenstand en horeca gevestigd. Het studiehuis met kapel is in 1928 ontworpen door architect H.M. Zoetmulder.
In de wijk liggen de monumentale begraafplaats Daalseweg en het Julianapark. Hier ligt ook de Wedren, de start en finish van de Nijmeegse Vierdaagse.

## Naamgeving
Altrade komt van Alt-Radelant, Altrade lant en betekent oud gerooid land. De naam Altradelant komt reeds in de 15e eeuw voor. De ligging wordt genoemd in een protocol van 1550: ‘bij den Joedenkerkckhof in het Hooge velt’.” (Hendriks 1987) Altradelant was voor de ontginning van de heide ten zuiden van Nijmegen buiten de stadswallen in ’t Hooge Velt gelegen, tussen de Groesbeekseweg en de oude weg naar Ubbergen.
In deze streek werden omstreeks 1700 de lunetten Kijk in de Pot en Stenen Kruis gebouwd naar het plan van Menno van Coehoorn. Tussen 1861 en 1865 werden de lunetten Kijk in de Pot tot fort omgebouwd. De straatnaam Fort Kijk In De Potstraat verwijst nog naar het fort dat hier heeft gestaan. De naam is verwant met 'Kiek in de Kök' of 'Kiek in de Köken', de namen van de oude militaire torens in Tallinn, Danzig en Maagdenburg. Vanuit de hoge toren konden de soldaten letterlijk een kijkje in de keuken van de vijand nemen. Met de stadsuitleg van Nijmegen werd het fort rond 1880 gesloopt en rond 1895 gemeentelijk bezit.
Fort de Verbrande Molen heeft in het zuidoosten van de wijk gelegen, waar de Fortstraat ligt. Het dankte zijn naam aan de afgebrande molen 'De Goede Hoop' die hier stond.

## Ontstaan wijk
In april 1874 werd de Vestingwet aangenomen. Deze bepaalde opheffing van de vestingstatus van een aantal steden, waaronder van Nijmegen. Daarmee kwam de weg vrij voor ontmanteling van de vestingwerken en een explosieve groei van Nijmegen. Er werden brede singels aangelegd. Op de stervormige pleinen werden rijen fraaie en statige huizen voor de gegoede burgerij gebouwd in de stijl van de art nouveau en art deco tot eclectische stijl met neorenaissance-elementen. Duidelijke voorbeelden hiervan zijn te vinden aan de Johannes Vijghstraat, Groesbeeksedwarsweg, Waldeck Pyrmontsingel en de Wilhelminasingel.
De ’19e-eeuwse schil’ is in 2013 tot beschermd stadsbeeld verklaard.

## Trivia
Bekend in wijde omgeving is het jaarlijks terugkerende smartlappenfestival, de ‘Troost van Oost’.

## Afbeeldingen

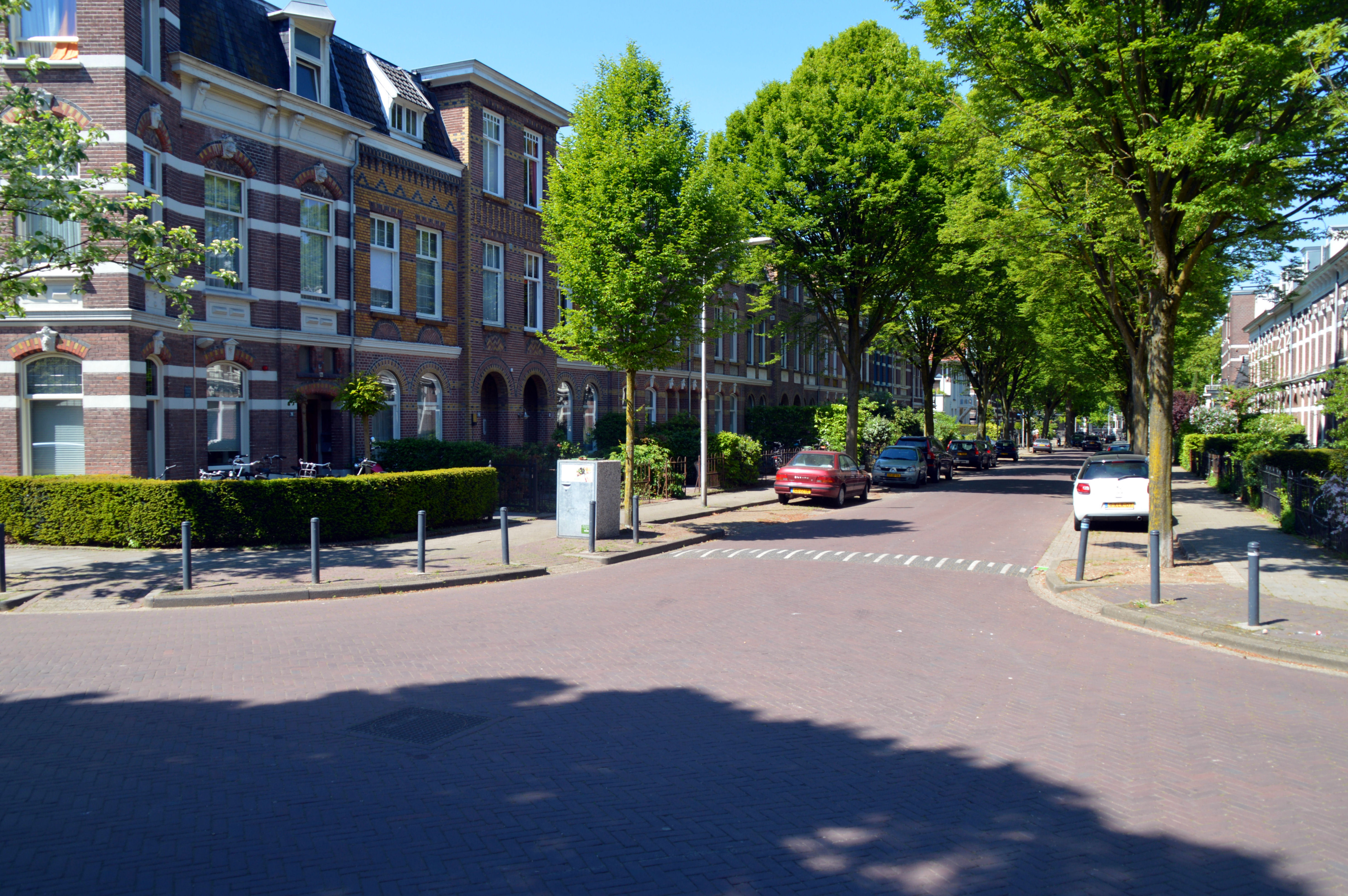
Johannes Vijghstraat richting Keizer Karelplein
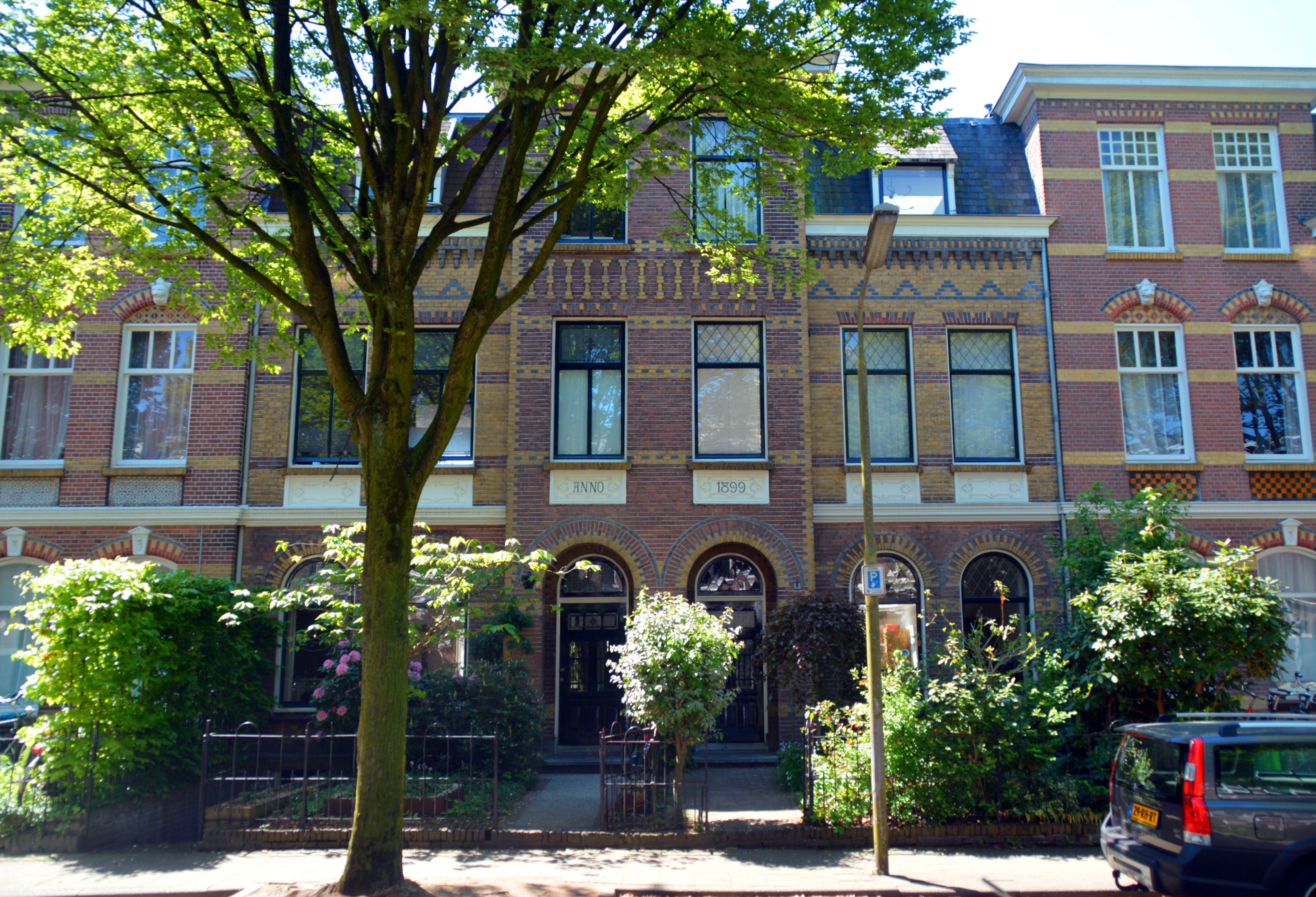
Johannes Vijghstraat  monumentaal pand 1899
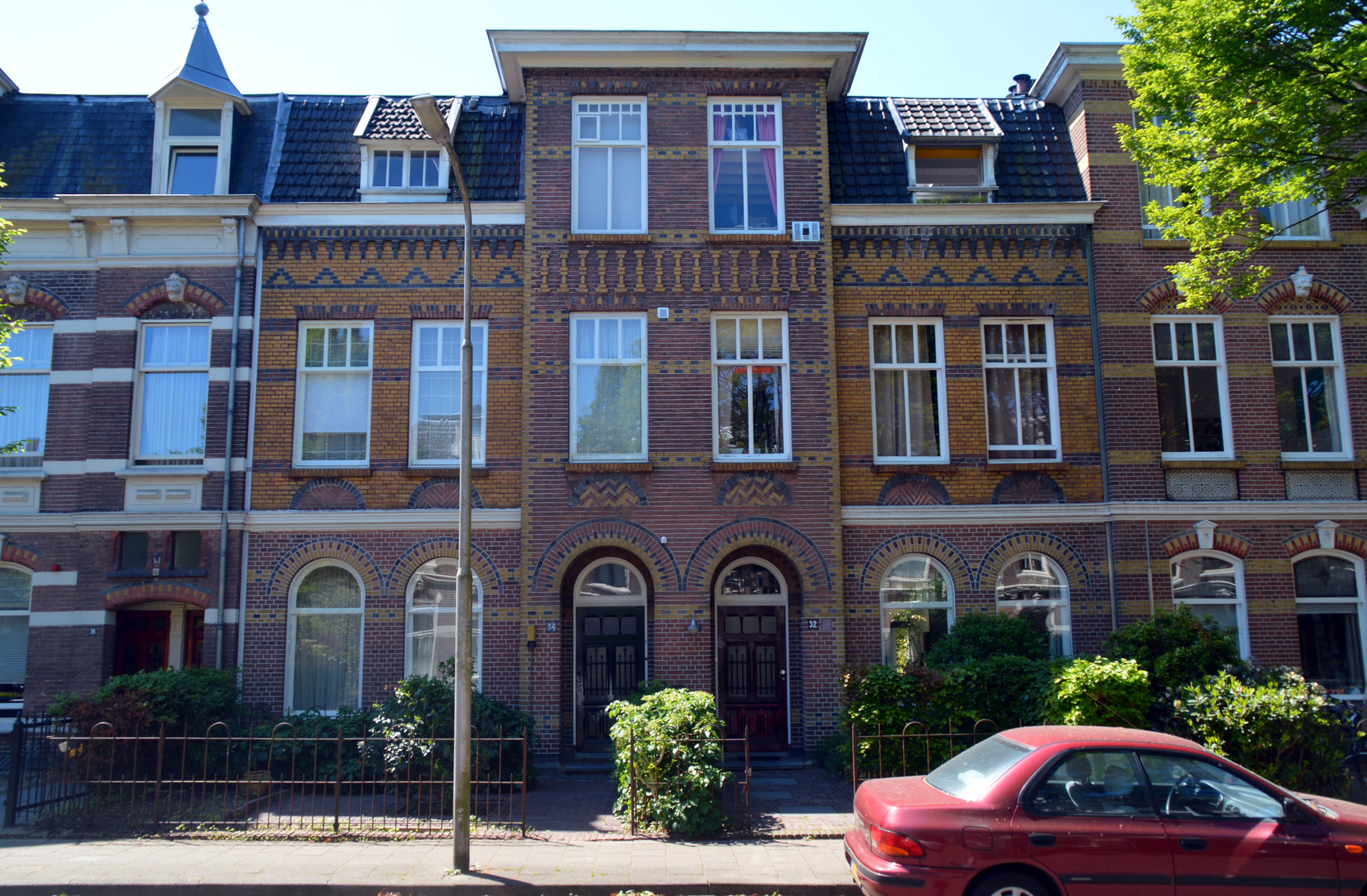
Johannes Vijghstraat monumentaal pand
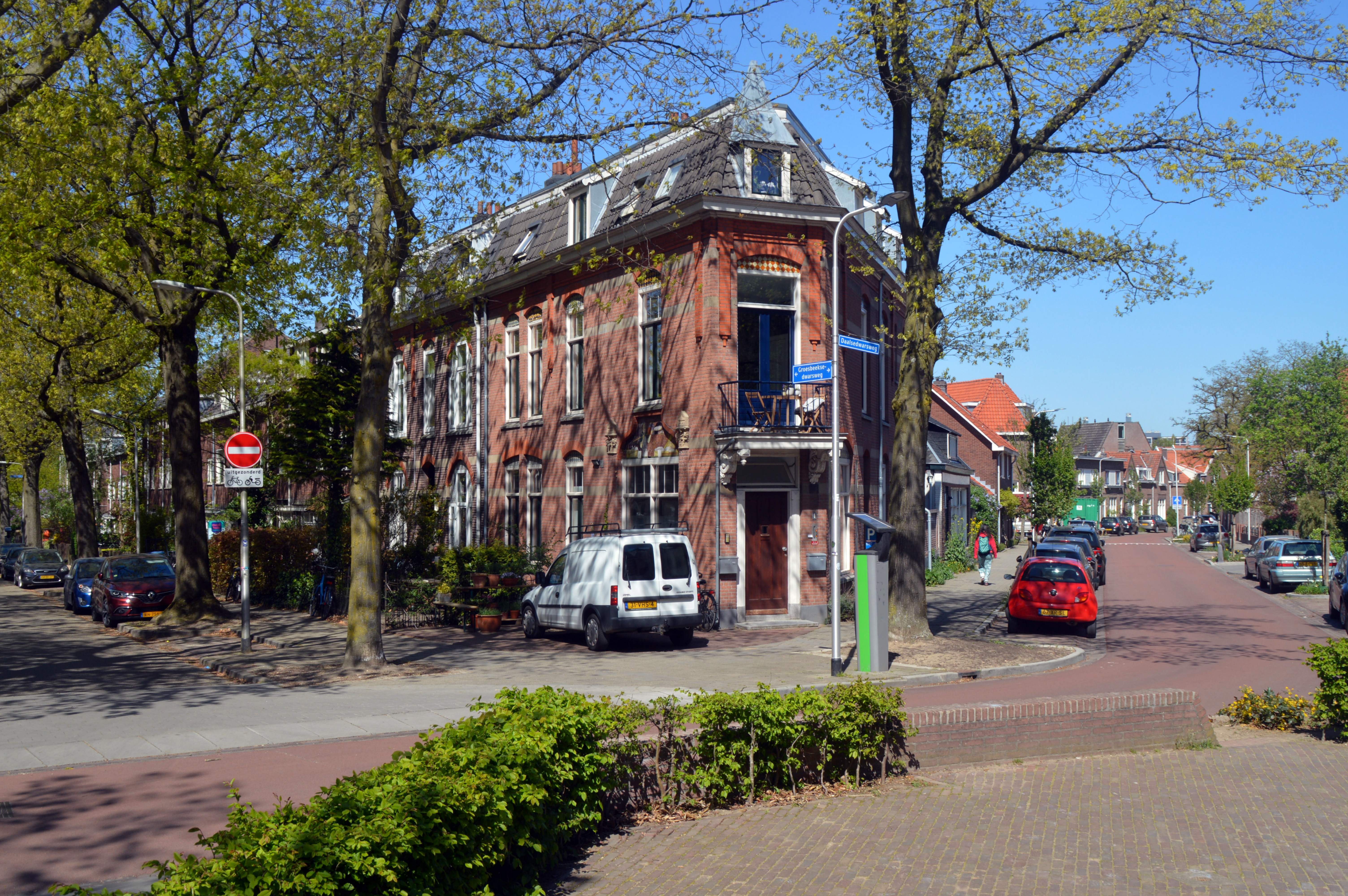
Hoek Groesbeeksedwarsweg en Daalsedwarsweg Altrade art-nouveaupand
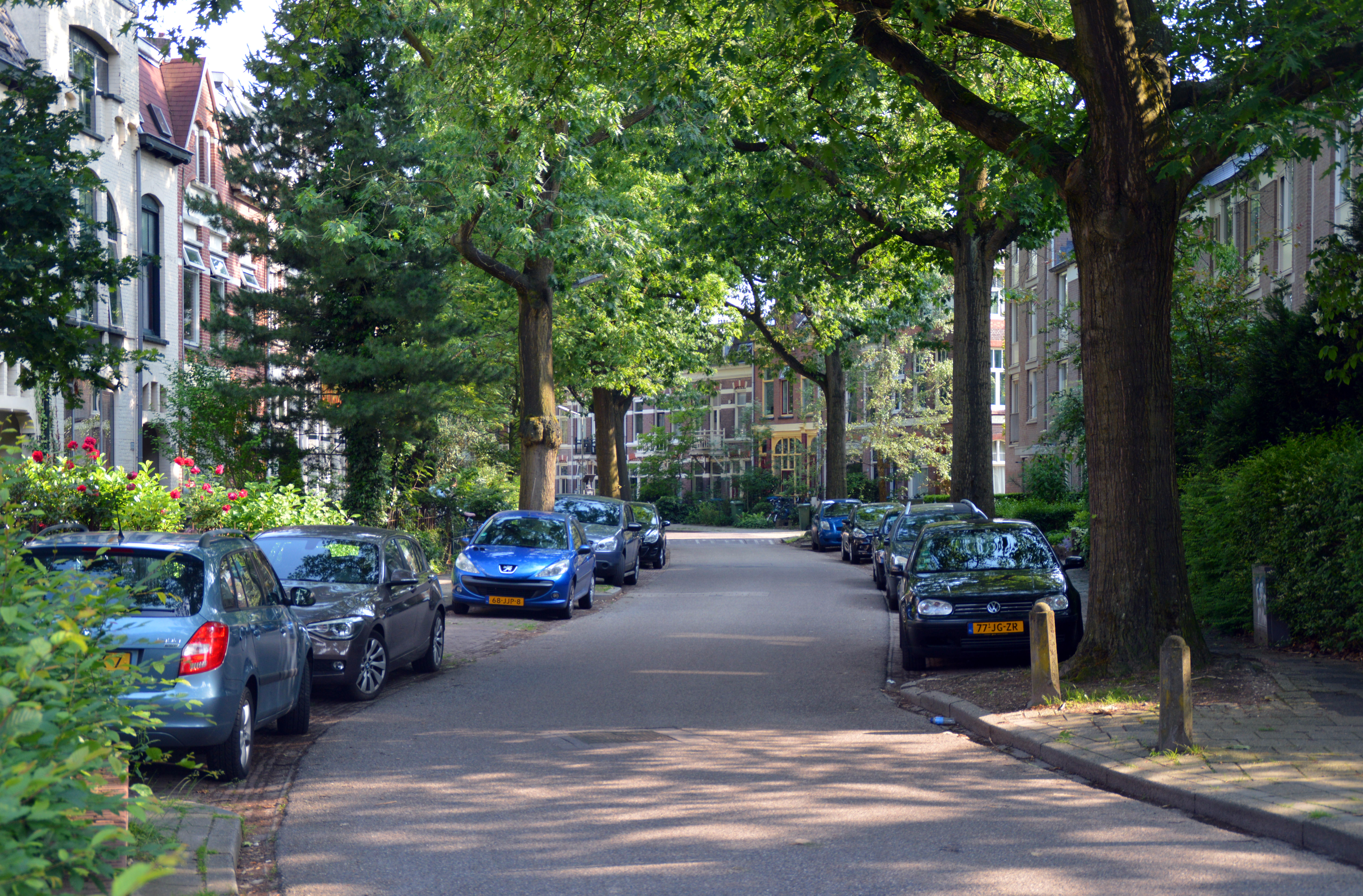
Groesbeeksedwarsweg naar het zuiden gezien
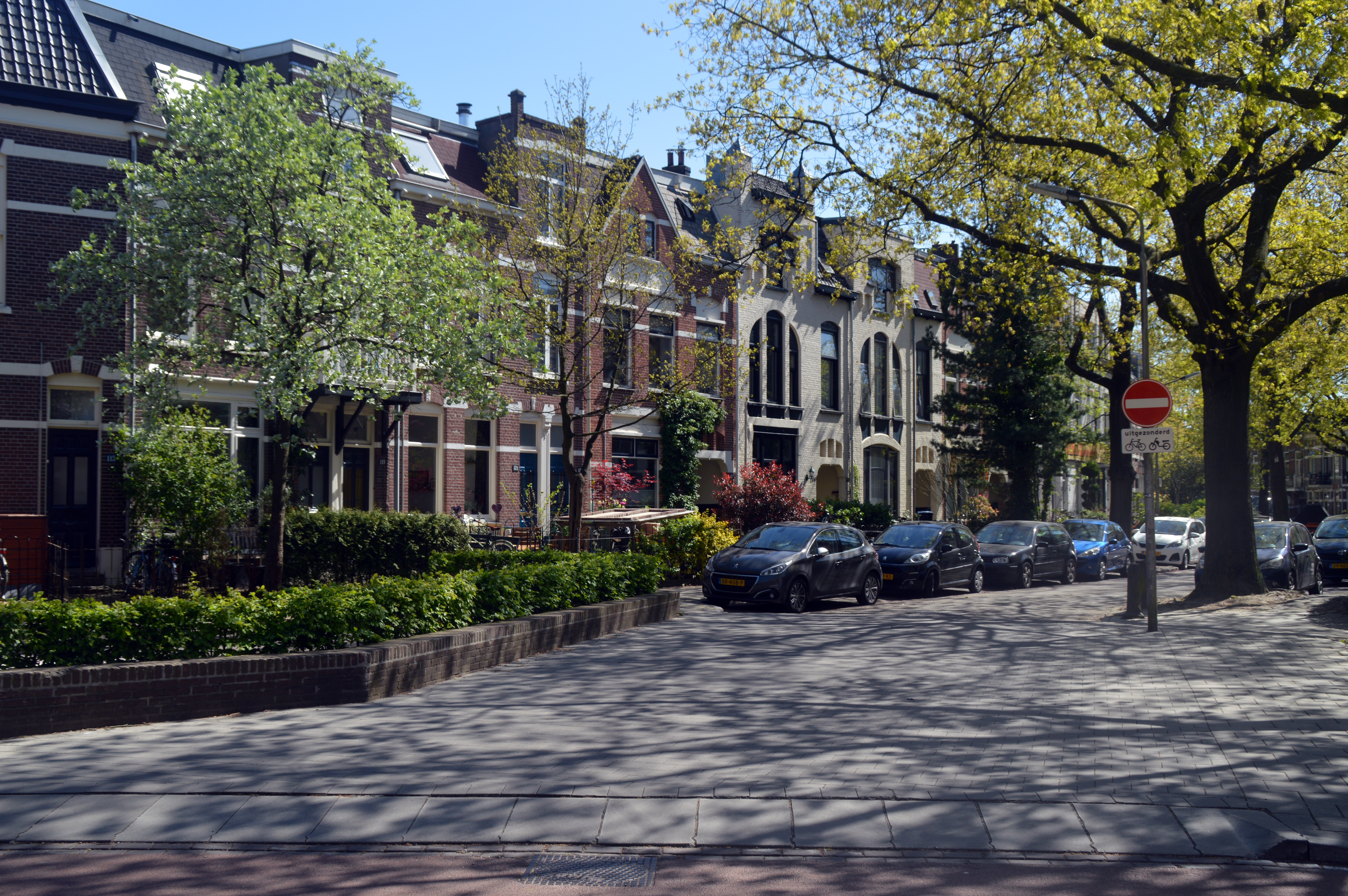
Groesbeeksedwarsweg art deco jugendstilpanden
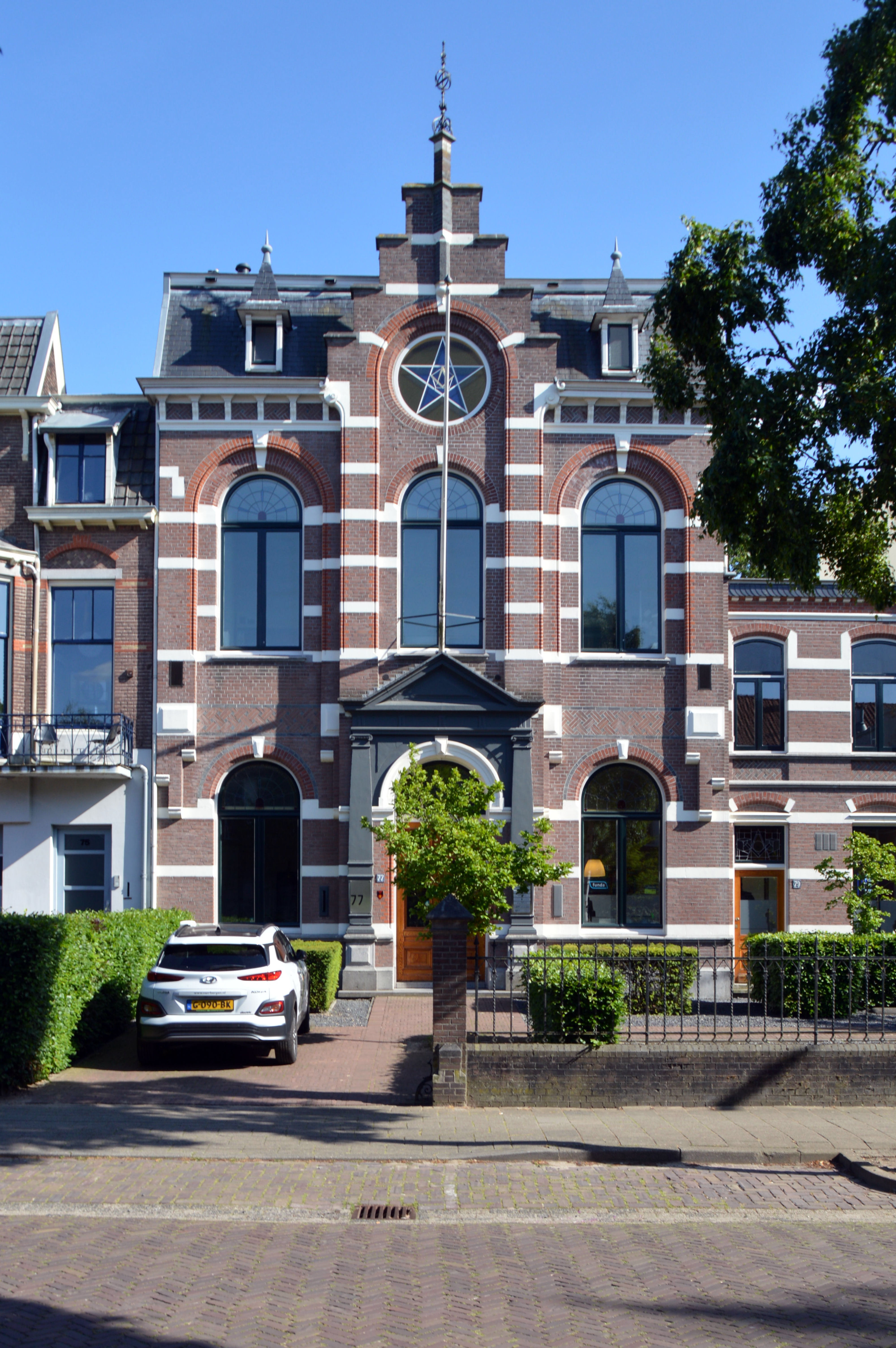
Loge St. Lodewijk Waldeck Pyrmontsingel 77 uit 1899
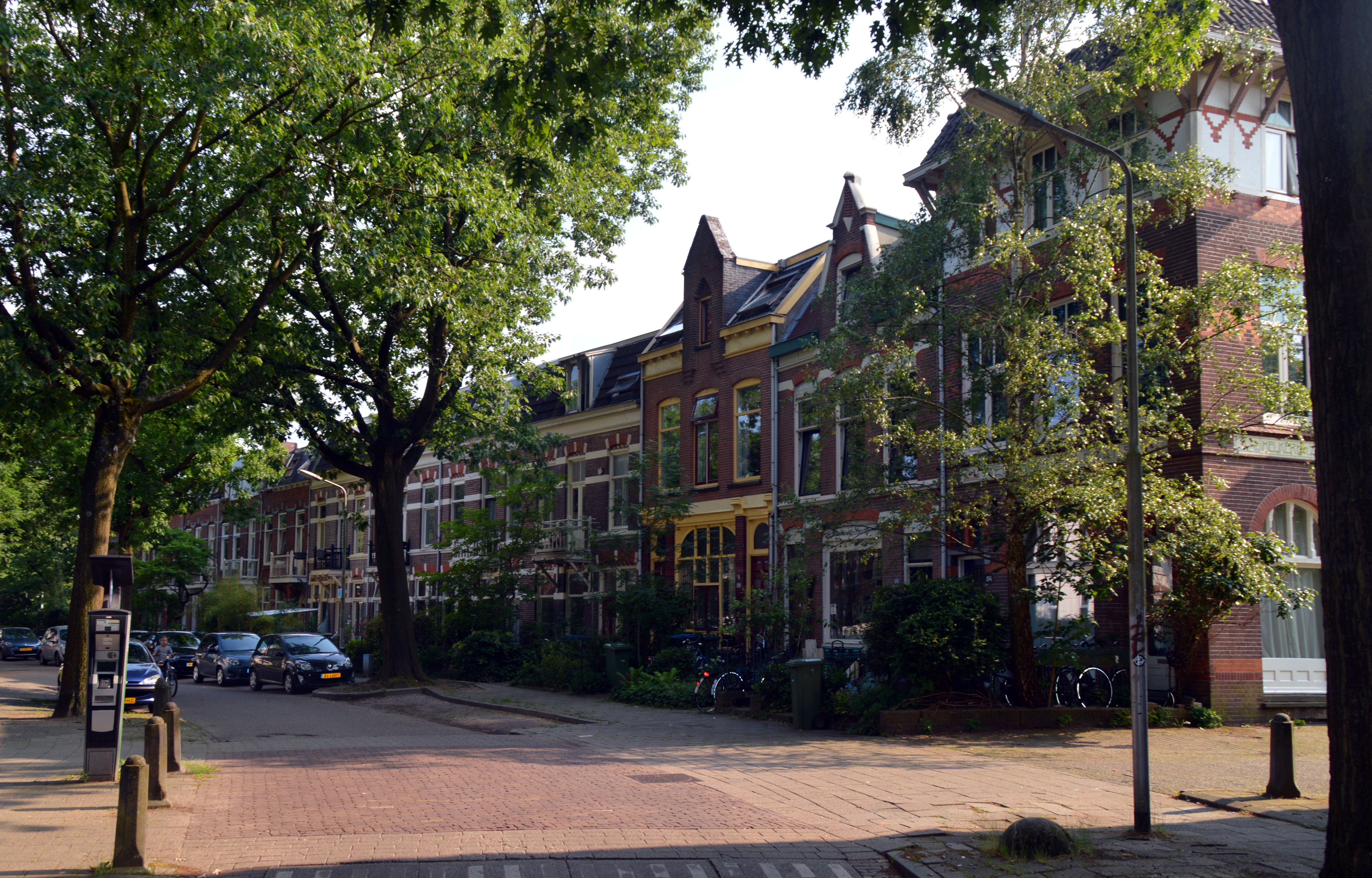
Groesbeeksedwarsweg
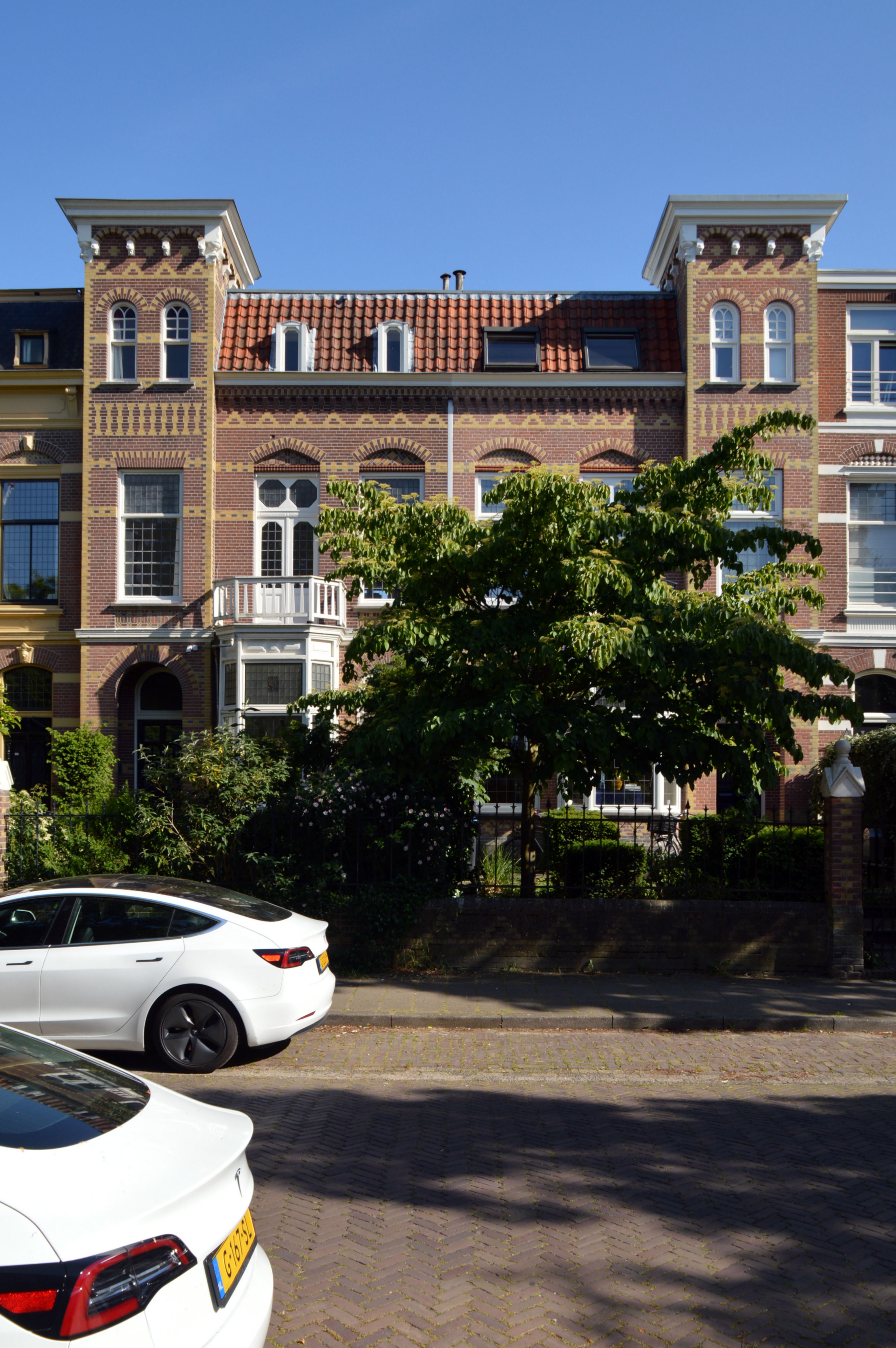
Waldeck Pyrmontsingel 85 & 87 uit 1899
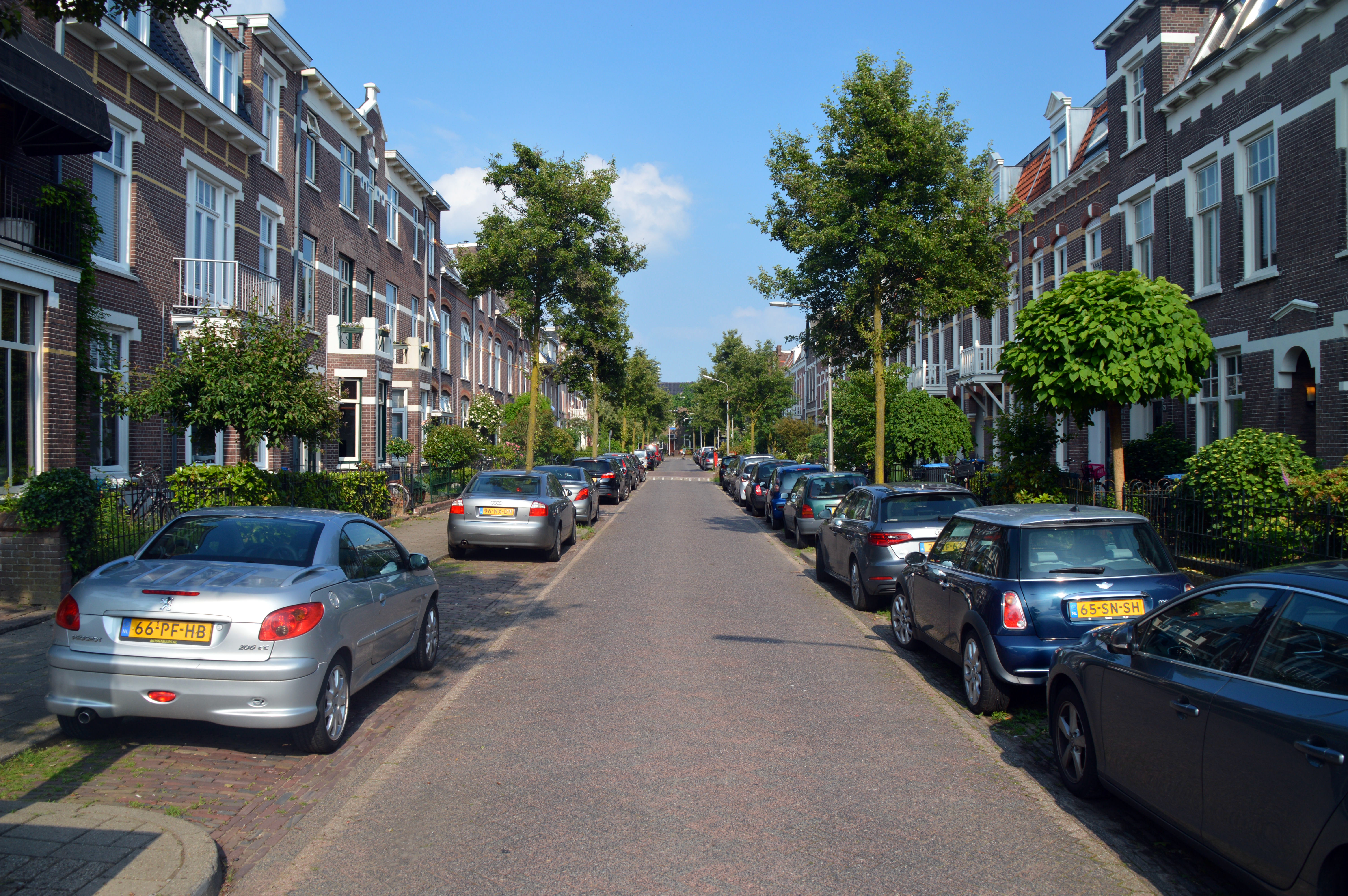
Gorisstraat
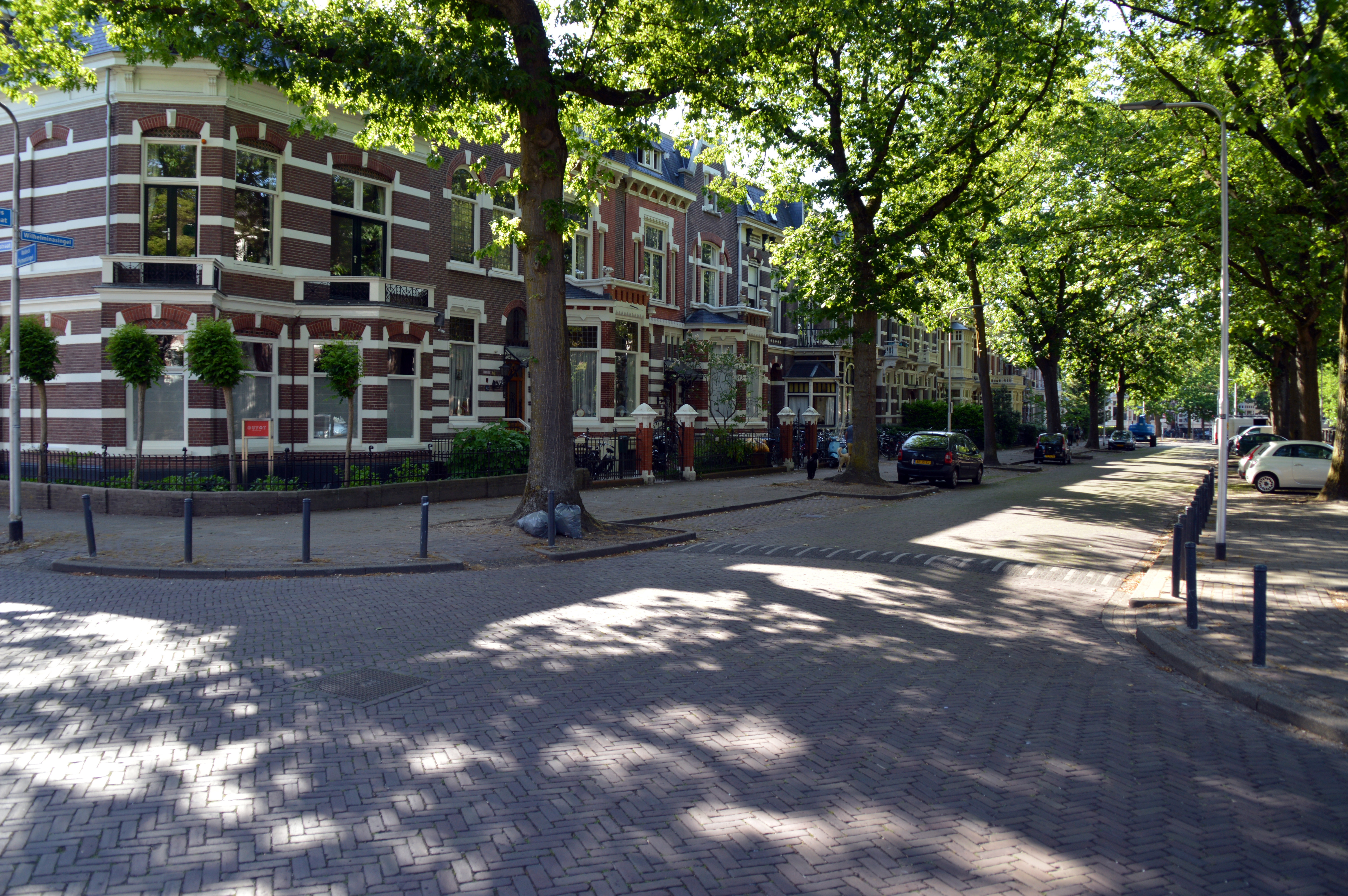
Wilhelminasingel
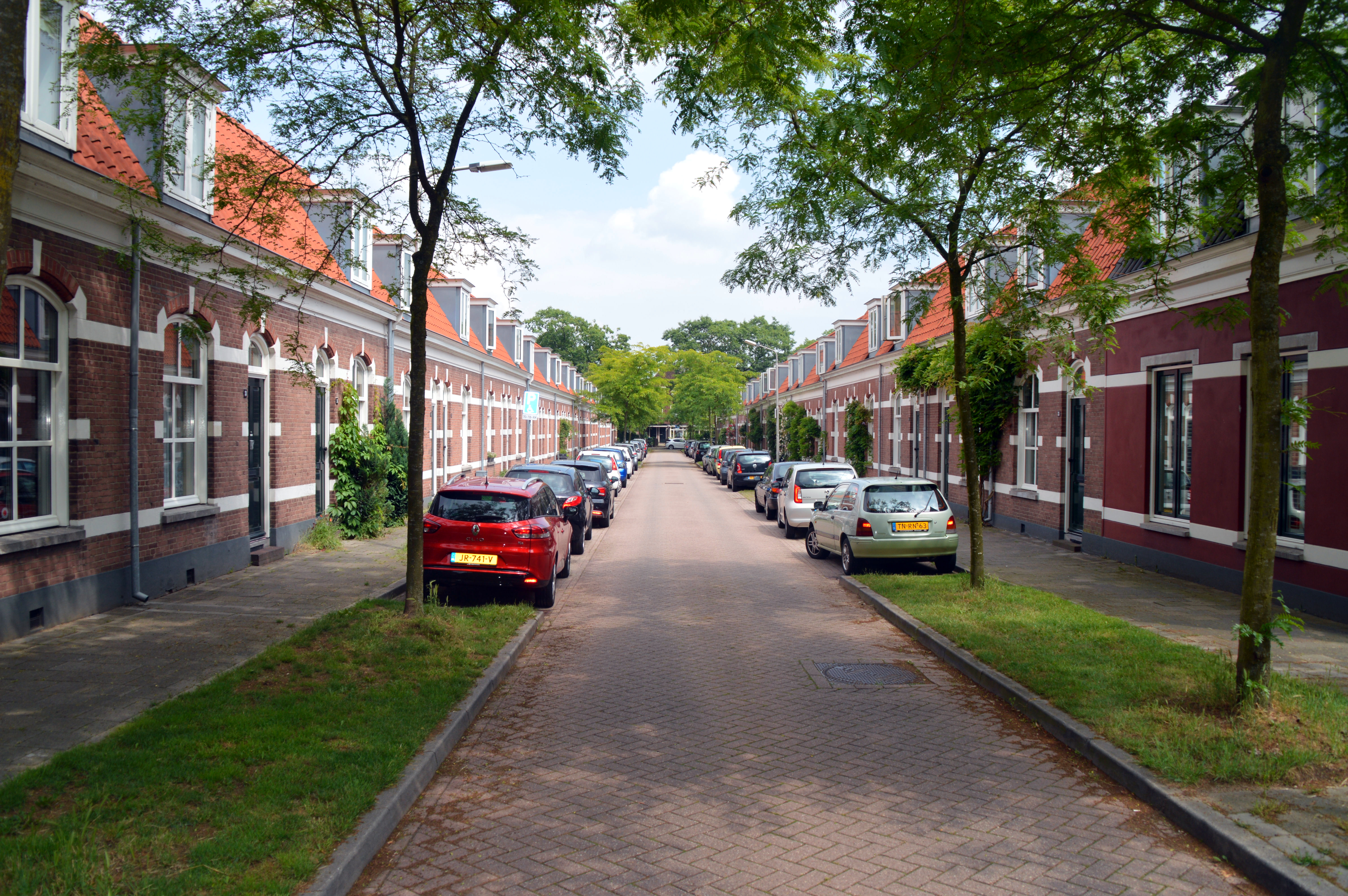
Vonckstraat
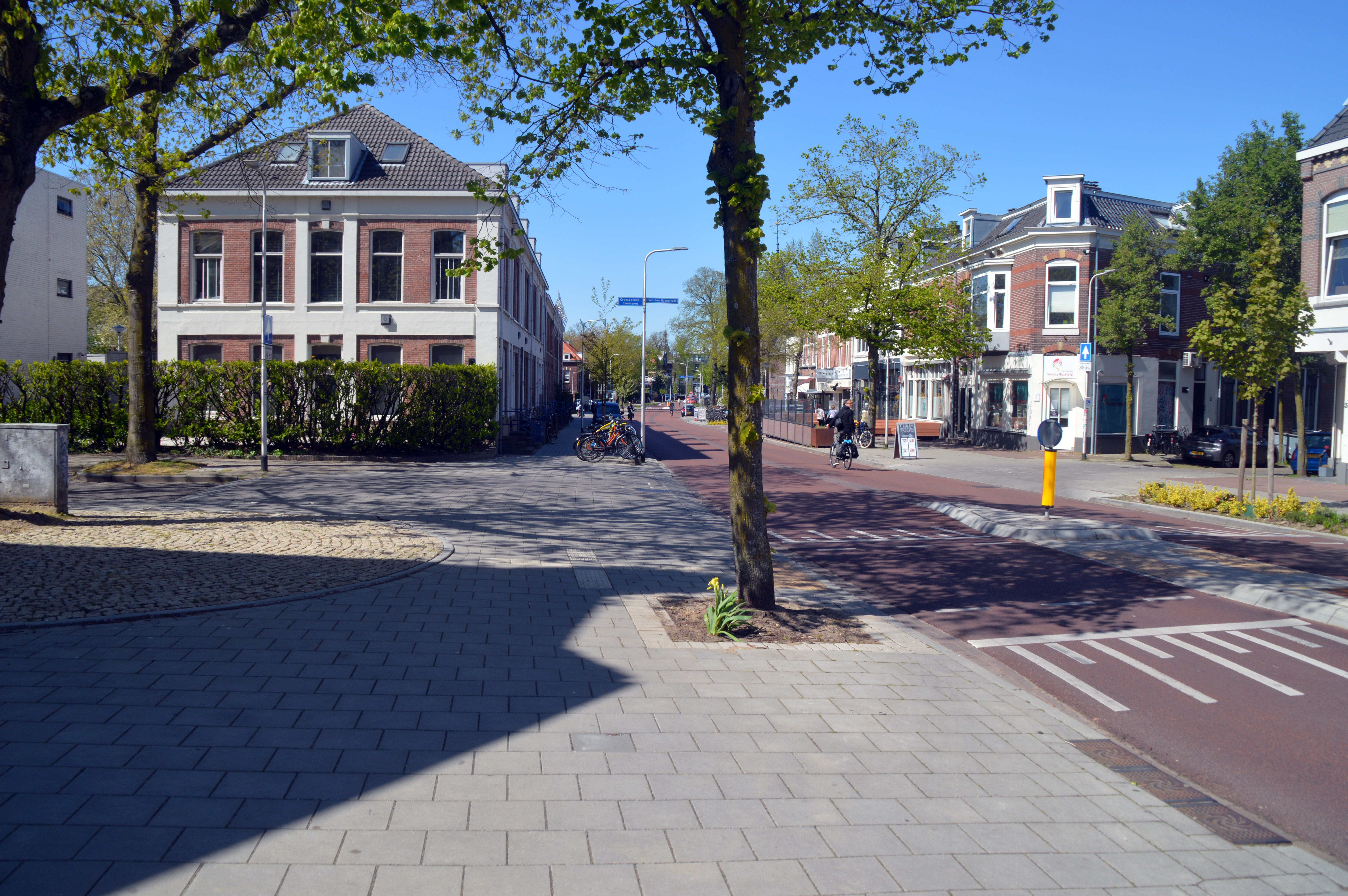
Daalseweg op de kruising van de Groesbeeksedwarsweg en Van den Havestraat.